# Jørn Bjerregaard
Jørn „Johnny“ Bjerregaard (* 19. Januar 1943 in Vejle) ist ein ehemaliger dänischer Fußballspieler und -trainer.
In Österreich ist er vor allem unter seinem Spitznamen „Johnny“ bekannt. Er gilt neben Josef Uridil, Franz „Bimbo“ Binder und Hans Krankl als einer der größten Goalgetter der Rapid-Historie.

## Spielerkarriere

### Karrierebeginn in Dänemark
Aufgewachsen in einem Vorort von Aarhus, kam er im Alter von 12 Jahren zum großen Aarhus GF, der in den 1950er Jahren als beste Mannschaft Dänemarks galt. Neben dem Fußball begann er ein Studium der Ökonomie, welches er Mitte der 1960er Jahre zu Gunsten des Sports vorzeitig beendete. 1962 debütierte er für Aarhus in der 1. dänischen Liga. Mit 13 Toren in seinem ersten Spieljahr wurde er auf Anhieb zweitbester Torschütze des Vereins. Es folgten 16 Saisontore in der Spielzeit 1963/64. Damit hatte Aarhus zwar wieder einen Topstürmer, die „Goldenen Zeiten“ waren jedoch vorbei. Galt man bis zum Ende der 1950er Jahre noch als Serienmeister, musste man sich der neuen Topmannschaft Esbjerg fB geschlagen geben. 1964 absolvierte man die letzte starke Saison, in der man sich am Ende nur knapp dem Überraschungsmeister Boldklubben 1909 geschlagen geben musste. 1965 durfte Bjerregaard mit dem Cupsieg seinen ersten Titelgewinn feiern. In der Liga war er mit 17 Saisontoren abermals der Offensivstar der Mannschaft. Dies war auch den in Dänemark engagierten österreichischen Trainern Rudolf Strittich (Esbjerg fB) und Walter Pfeifer nicht verborgen geblieben, die ihn in Folge dem SK Rapid Wien als Verstärkung empfohlen.

### Wechsel zu Rapid
Nach einer Beobachtung der Rapid-Funktionäre legte man ihm daraufhin ein Vertragsangebot vor, welches er erst nach einer Nachbesserung annahm. Damit hatte er seinen ersten Profivertrag unterzeichnet, da in Dänemark erst im Jahr 1978 eine Profiliga eingeführt wurde. Im Allgemeinen war so ein Wechsel ein großer Schritt, da die Österreichische Liga zur damaligen Zeit klar über die Dänische zu stellen war. Dadurch kamen auch schnell Zweifel an den Fähigkeiten des Spielers auf, die dieser jedoch sofort zu beseitigen wusste.
Gleich in seinem ersten Spiel für Rapid gelangen ihm drei Tore gegen den Kapfenberger SV und drei weitere in der ersten Europacup-Runde in den Spielen gegen Galatasaray Istanbul. Rapid spielte damals in einem 3-2-5 Offensivverbund, in dem sich Bjerregaard auf Anhieb fabulös einreihen konnte. Mit seinen Sturmpartnern August Starek, Rudolf Flögel, Toni Fritsch und Walter Seitl bildete er daraufhin den „Hütteldorfer Traumsturm“, der die Liga über Jahre dominieren sollte.

### Tor gegen Real Madrid
In den folgenden 6 Jahren gewann er mit dem Verein zwei Meistertitel, wurde 3 Mal Cup-Sieger und 1968 Torschützenkönig der Liga und erreichte zweimal das Achtelfinale im Europapokal der Landesmeister.
Seine größte Sternstunde folgte jedoch in der Europacup-Saison 1968/69. Nach einem 1:0-Sieg in Wien gegen Real Madrid führte das „Weiße Ballett“ im Rückspiel bereits mit 1:0, ehe Bjerre (wie er auch oft kurz genannt wurde) in der 50. Spielminute durch einen Weitschuss ausgleichen konnte. Real gelang erst in der 82. Spielminute das 2:1, Rapid war durch die Auswärtstorregel weiter. Nach diesem Tor erhielt er verschiedene Vertragsangebote aus Spanien und wollte auch wechseln. Kurz vor Vertragsunterzeichnung wurde jedoch die Ausländerbeschränkung in der spanischen Liga verschärft, wodurch ein etwaiger Transfer scheiterte. Bjerregaard blieb daraufhin bei Rapid. In der Saison 1970/71 kam der 19-jährige Hans Krankl durch eine Verletzung von Toni Fritsch zu seinen ersten Einsätzen im Rapid-Trikot. Dadurch standen in dieser Saison mit Bjerregaard und Krankl zwei der größten Rapid-Goalgetter aller Zeiten in einer Mannschaft. Krankl wurde in der Folgesaison an den WAC verliehen, wodurch es zu keinem weiteren Zusammenspiel mehr kam.
Als in der Saison 1971/72 Ernst Hlozek als neuer Trainer bei Grün-Weiß vorgestellt wurde, ging seine Zeit beim Rekordmeister langsam zu Ende. Nachdem Bjerregaard Hlozek nach einer Verletzung mitteilte, vielleicht nicht für das folgende Auswärtsspiel gegen den GAK fit zu werden, warf ihm dieser „Laschieren“ vor und ließ ihn lediglich mit den Junioren mittrainieren, was einer Demütigung gleichkam. Im Mai 1972 folgte der nächste Disput. Bjerregaard hatte gerade den ewigen Rivalen FK Austria Wien mit vier Toren aus dem österreichischen Cup-Bewerb geschossen, musste aber trotzdem im folgenden Ligaspiel auf der Bank Platz nehmen, womit das Band zwischen Spieler und Trainer endgültig zerschnitten war. Als sich der Verein auch noch mit der Verlängerung seines Vertrags zierte, nahm Bjerregaard das Zepter selbst in die Hand und bot sich telefonisch dem Liga-Konkurrenten SC Eisenstadt an, der ihm ein halbes Jahr zuvor ein Vertragsangebot unterbreitet hatte.

### Karriereausklang in Eisenstadt
Unter Protesten der Rapid-Fans wechselte er daraufhin in die burgenländische Landeshauptstadt. Nach 23 Saisontoren in seiner ersten Spielzeit für Eisenstadt zog er sich im Folgejahr ins Mittelfeld zurück, ehe er seine erfolgreiche Karriere im Alter von nur 32 Jahren als Libero beendete. Grund für das Karriereende waren körperliche Probleme, die Bjerregaard nach eigenen Angaben die Lust am Fußballspielen raubten.
In seiner großen Karriere konnte er für Rapid 96 Liga-, 23 Cup- und acht Europacuptore verbuchen. 1968 war er Torschützenkönig sowie 1968 und 1970 Kronen Zeitung - Fußballer des Jahres.

## Nationalmannschaft
Während seiner Zeit bei Aarhus kam Bjerregaard auch zu Nationalmannschaftsehren, wenn auch nur auf Jugendebene. Am 15. Januar 1961 debütierte er für die dänische U-19 Auswahlmannschaft bei der bitteren 1:5-Niederlage gegen Norwegen. Knapp einen Monat später machte die Mannschaft samt Bjerregaard die Niederlage jedoch mit einem 5:0-Schützenfest gegen Finnland wieder weg.
Zwischen 1962 und 1966 lief er daraufhin insgesamt fünfmal für die dänische U-21-Nationalmannschaft auf. Am 14. September 1963 gelang ihm die Revanche gegen Norwegen, als er beim 5:2-Sieg zweimal für Dänemark traf.
Bjerregaard lief niemals in einem offiziellen Spiel für die Dänische Fußballnationalmannschaft auf. Der einfache Grund: Durch seinen Wechsel zu Rapid wurde er Profispieler. Da in Dänemark jedoch erst im Jahre 1978 das „reine Profitum“ Einzug hielt, herrschte zuvor der strikte Amateurgedanke, welcher beinhaltete, keine Profispieler für die Nationalmannschaft zu nominieren.

## Trainerkarriere
1976 ließ sich Bjerregaard zu einem Engagement bei seiner alten Liebe Aarhus GF als Trainer überreden. Trotz eines erfolgreichen Zweitligajahres, in dem er mit Aarhus als Zweitplatzierter den Aufstieg in die 1. Division feiern durfte, legte er nach nur einem Jahr sein Amt nieder und kehrte nach Österreich zurück. Es sollte dessen einzige Trainerstation werden.

## Sonstiges
- Bis auf sein kurzes Intermezzo als Aarhus-Trainer, blieb er nach seiner Spielerkarriere in Österreich. Grund dafür war seine Frau Aase, der Österreich besser als Dänemark gefiel.

- Bis zu seiner Pensionierung arbeitete er als Konsulent für das niederösterreichische Landesreisebüro.

- Stadienbesuche lehnt er ab, da ihm die Atmosphäre in den österreichischen Stadien, besonders bei Rapid, zu rau geworden ist. Vor allem diskriminierende Sprechchöre hätten ihm die Lust an den Live-Spielen verdorben.

- Sein bester Freund zu Rapid-Zeiten war der damalige Wiener-Sportklub-Legionär Finn Laudrup, mit dessen Sohn Michael, der später zum dänischen Superstar avancierte, er nach eigenen Angaben oft in seinem Wohnzimmer Fußball gespielt hat.[3]

- Bjerregaards Sohn, Carsten Bjerregaard, war ebenfalls Profifußballer, der zwischen 1990 und 1995 insgesamt 40 Mal für die Vienna und Admira Wacker in der österreichischen Bundesliga auflief.[4] In Österreich geboren, debütierte er am 3. September 1991 bei der 2:3-Niederlage gegen Portugal für die österreichische Olympiaauswahl. In Folge blieb ihm aber der große Durchbruch verwehrt, und er verbrachte den Großteil seiner Karriere in der 2. und 3. Liga Österreichs. Zuletzt war er als Trainer des 1. SC Sollenau tätig.

## Erfolge

### Als Spieler
- Österreichischer Fußballer des Jahres
  - 2× Fußballer des Jahres: 1968, 1970
- Österreichischer Torschützenkönig
  - 1× Torschützenkönig: 1968
- Kurier Team des Jahres
  - 1× Team der Saison: 1968

### Im Verein

#### National
- Österreichische Meisterschaft
  - 2× Österreichischer Meister: 1967, 1968
  - 1× Österreichischer Vizemeister: 1966
- Österreichischer Cup
  - 3× Österreichischer Cupsieger: 1968, 1969, 1972
  - 2× Österreichischer Cupfinalist: 1966, 1971
- 1. Division
  - 1× Dänischer Vizemeister: 1964
- Dänischer Pokalsieger
  - 1× Dänischer Pokalsieger: 1965

#### International
- Europapokal
  - 2× Europapokal-Viertelfinale: 1967 (CC), 1969 (CM)

### Als Trainer
- 2. Division
  - 1× Aufstieg in die 1. Division mit Aarhus GF